# Resolutie 2365 Veiligheidsraad Verenigde Naties
Resolutie 2365 van de Veiligheidsraad van de Verenigde Naties werd unaniem aangenomen door de VN-Veiligheidsraad op 30 juni 2017. De resolutie riep landen op te helpen met het opruimen van mijnen en explosieven die achterbleven na oorlogen, en een gevaar vormden voor burgers.
Het ruimen daarvan werd al opgenomen in de mandaten van vredesoperaties, maar deze resolutie was de eerste die specifiek aan het onderwerp gewijd werd. Veel landen noemden dat een belangrijke stap, en riepen ook op om de Ottawa-conventie uit 1997 voor een verbod op antipersoonsmijnen universeel te maken. 35 landen hadden dit verdrag nog niet geratificeerd, waaronder grote landen als de VS, Rusland en China. Italië stelde ook voor om het opruimen van mijnen en niet-ontplofte munitie altijd te doen na een conflict.

## Inhoud
Achtergebleven landmijnen en explosieven bleven tot lang na een oorlog een ernstig gevaar vormen voor burgers, terugkerende vluchtelingen, ordehandhavers, vredeshandhavers, hulpverleners, de economie en ontwikkeling van de betrokken landen, en ze hinderden noodhulpverlening. De verantwoordelijkheid voor het in kaart brengen en opruimen ervan lag bij de landen, met coördinatie en ondersteuning van de Mijnactiedienst van de VN (UNMAS).
Alle partijen in gewapende conflicten werden gevraagd te stoppen met het willekeurig gebruik van explosieven, daar dit in strijd is met het internationaal humanitair recht, en de bevolking ertegen te beschermen. Bij de planning van vredes- en humanitaire operaties moest al rekening worden gehouden met de aanwezigheid ervan door de blauwhelmen te informeren en op te leiden, en gepast materieel mee te sturen.
Lijst ·  2337 ·  2338 ·  2339 ·  2340 ·  2341 ·  2342 ·  2343 ·  2344 ·  2345 ·  2346 ·  2347 ·  2348 ·  2349 ·  2350 ·  2351 ·  2352 ·  2353 ·  2354 ·  2355 ·  2356 ·  2357 ·  2358 ·  2359 ·  2360 ·  2361 ·  2362 ·  2363 ·  2364 ·  2365 ·  2366 ·  2367 ·  2368 ·  2369 ·  2370 ·  2371 ·  2372 ·  2373 ·  2374 ·  2375 ·  2376 ·  2377 ·  2378 ·  2379 ·  2380 ·  2381 ·  2382 ·  2383 ·  2384 ·  2385 ·  2386 ·  2387 ·  2388 ·  2389 ·  2390 ·  2391 ·  2392 ·  2393 ·  2394 ·  2395 ·  2396 ·  2397